# Friedrich Benedict Carpzov

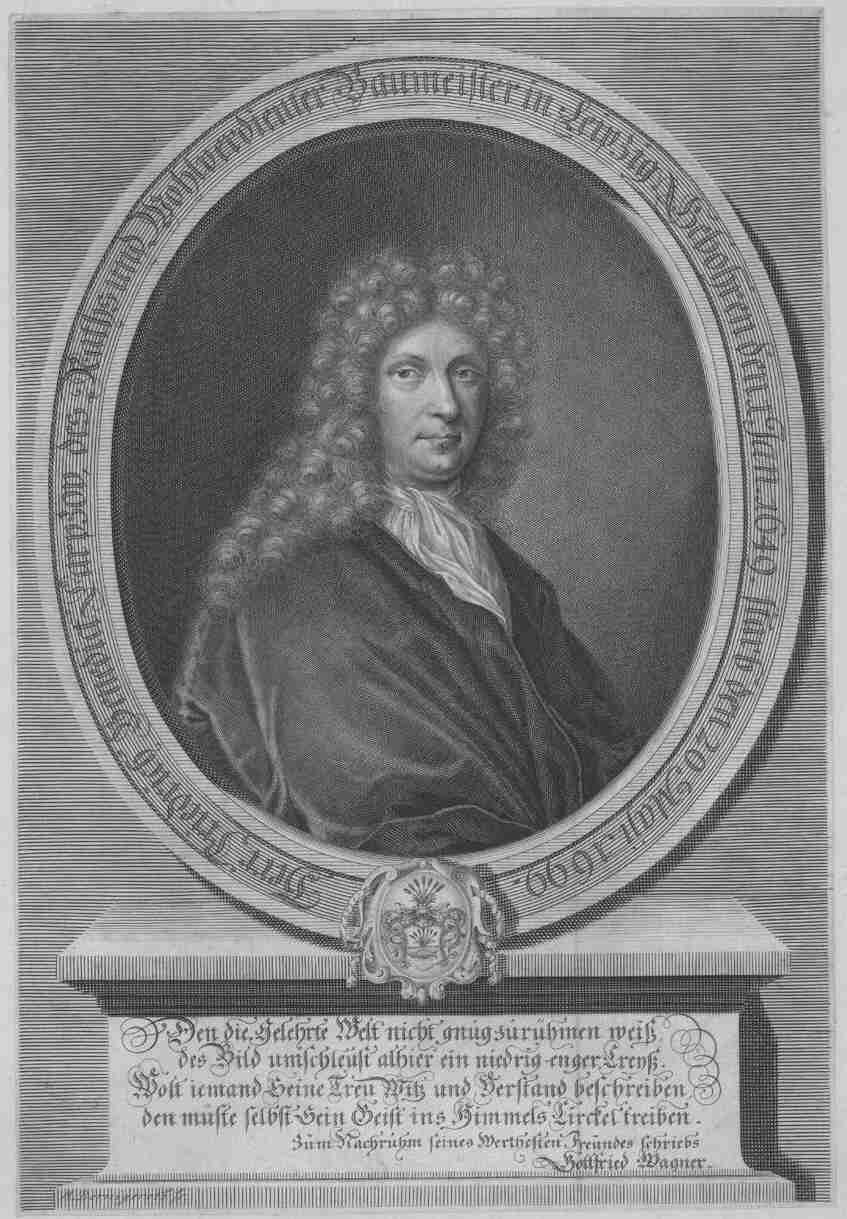
Friedrich Benedict Carpzov, Kupferstich von Martin Bernigeroth

Friedrich Benedict Carpzov (* 1. Januar 1649 in Leipzig; † 20. Mai 1699 ebenda) war ein deutscher Jurist, Ratsherr und Baumeister.

## Leben
Friedrich Benedict Carpzov entstammt der berühmten sächsischen Gelehrtenfamilie Carpzov. Er wurde 1649 als sechster Sohn des lutherischen Theologen Johann Benedikt Carpzov I. in Leipzig geboren. Er wurde am 2. Januar 1649 getauft. Wie seine Brüder besuchte er die humanistische Thomasschule zu Leipzig. Von 1662 bis 1665 studierte er Rechtswissenschaften an der Universität Leipzig. 1676 heiratete er Anna Elisabeth Jäger. 1679 wurde er Ratsherr in Leipzig. 1693 stieg er zum Ratsbaumeister auf. Er war Mitherausgeber der wissenschaftlichen Zeitschrift Acta Eruditorum.